# Intuit Dome
Intuit Dome é uma arena coberta em Inglewood, Califórnia, Estados Unidos. A arena está localizada ao sul dos outros principais locais esportivos de Inglewood, SoFi Stadium e Kia Forum. É a sede do Los Angeles Clippers da National Basketball Association (NBA). Os Clippers jogaram anteriormente na Crypto.com Arena, um local que a equipe compartilhou com o Los Angeles Lakers da NBA e o Los Angeles Kings da National Hockey League (NHL), da temporada de 1999–00 até a temporada de 2023–24.
Uma cerimônia de inauguração da nova arena foi realizada em 17 de setembro de 2021. A arena foi inaugurada em 15 de agosto de 2024, antes da temporada 2024–25 da NBA. A arena servirá como um local de basquete durante as Olimpíadas de Verão de 2028.

## História
Em 2017, a cidade de Inglewood aprovou um acordo de negociação exclusivo com o Los Angeles Clippers para construir uma nova arena específica para basquete para o time, que ficaria localizada em frente ao SoFi Stadium, então em construção. O Clippers não tinha sua própria arena desde que deixou o Los Angeles Memorial Sports Arena em 1999 para o Staples Center (agora Crypto.com Arena), que eles compartilhavam com o Los Angeles Lakers e o Los Angeles Kings da NHL.
Ao longo da história do time, ele nunca teve qualquer interesse de propriedade tangível em nenhuma de suas arenas. O Clippers, em vez disso, alugou seus locais anteriores no Memorial Auditorium de Buffalo (como Braves), onde teve baixa prioridade abaixo do programa de basquete do Sabres e do Canisius Golden Griffins, depois a Sports Arena de San Diego quando se tornaram o Clippers, seguido pelo Los Angeles Memorial Sports Arena.
Seu acordo anterior com a Crypto.com Arena (anteriormente Staples Center) permitiu uma quadra diferente do Clipper e exigiu um processo de "neutralização" antes e depois de cada jogo para encobrir e restaurar as conquistas, faixas e patrocínios do Laker, além de definir seu próprio padrão de iluminação da quadra. Em fins de semana com agenda apertada, que incluíam jogos do Kings e shows musicais, além do Lakers, o processo geralmente era concluído em uma janela de três a quatro horas, incluindo a limpeza do assento do evento anterior. O proprietário do Clippers, Steve Ballmer, viu a construção de uma arena dedicada para o time como uma alta prioridade.

### Ações judiciais
Vários processos foram movidos para impedir a construção da arena. A Uplift Inglewood entrou com um processo alegando que o acordo entre os Clippers e Inglewood violava o Surplus Land Act do estado, que exige que propostas para moradias populares, recreação e projetos escolares tenham preferência quando uma cidade pretende vender suas terras públicas. O prefeito James T. Butts Jr. argumentou que o local proposto já havia sido considerado inadequado para uso residencial devido à sua proximidade com o Aeroporto Internacional de Los Angeles.
A Madison Square Garden Company, proprietária do The Forum, uma arena próxima em Inglewood que antigamente servia como a arena dos Lakers — foi acusada de usar litígio para bloquear a nova arena, temendo que ela competisse indevidamente com o negócio de eventos ao vivo do The Forum. A MSG pagou os honorários advocatícios da Inglewood Residents Against Takings and Evictions (IRATE), outro grupo que entrou com ações judiciais se opondo à arena. Em dezembro de 2018, os Clippers (por meio de sua subsidiária Murphy's Bowl, LLC) entraram com uma reconvenção contra a MSG sobre o assunto.
Em março de 2019, e-mails vazados revelaram que Irving Azoff, da MSG, tentou atrair o Los Angeles Lakers de volta ao The Forum após o término do contrato de locação do Staples Center. Apesar de nada ter saído da proposta, a proposta de Azoff de redirecionar o The Forum foi vista como uma forma de impedir que o Los Angeles Clippers construísse sua própria arena em Inglewood e garantir que a Madison Square Garden Company obtivesse uma vantagem injusta sobre a rival AEG, que é proprietária minoritária do Lakers. Em novembro de 2019, um juiz decidiu contra o processo da Uplift Inglewood. Em dezembro de 2019, o California Air Resources Board (CARB) aprovou a nova arena, após avaliar o impacto ambiental da arena.

### Construção e inauguração

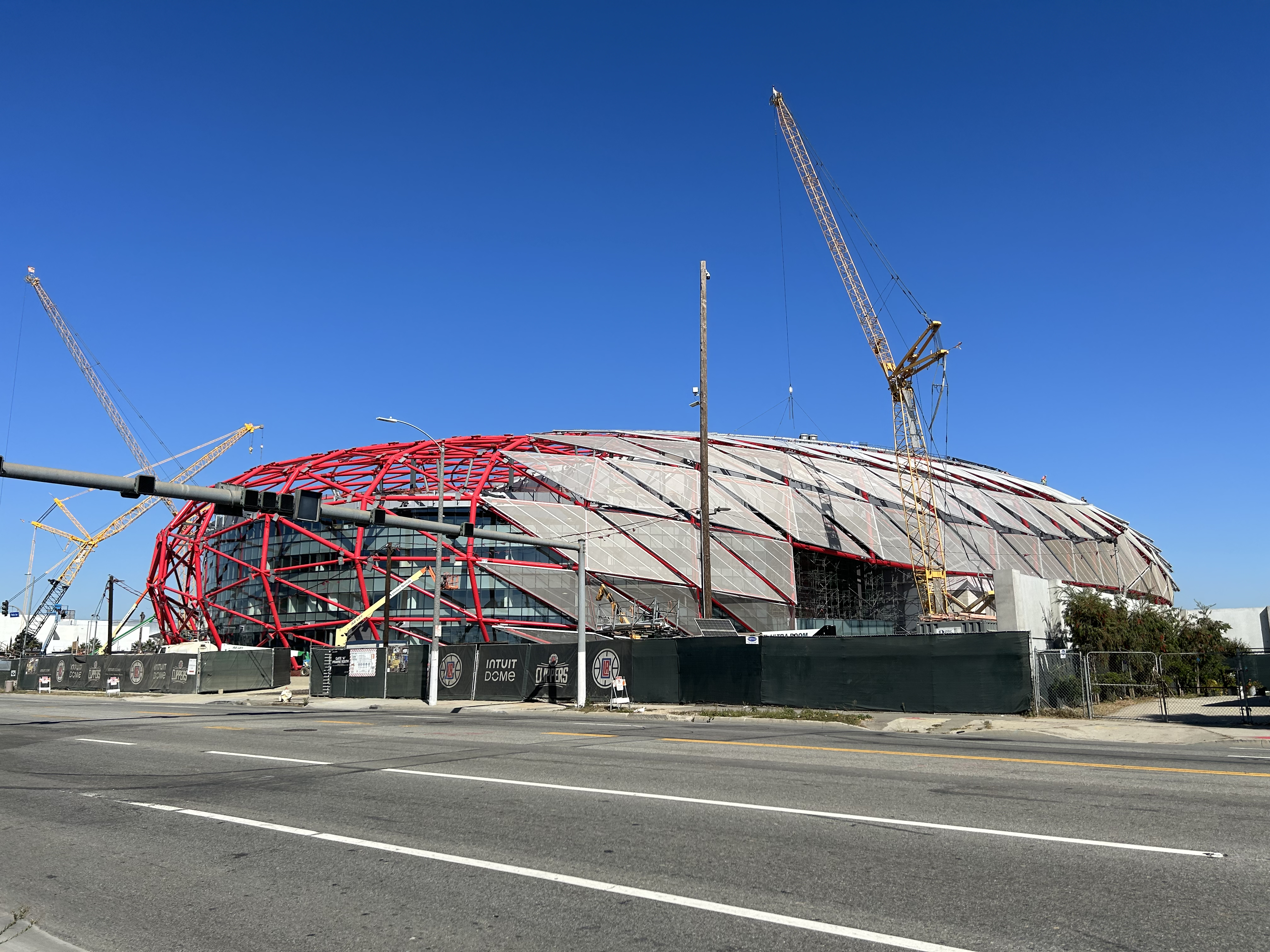
Intuit Dome em construção em outubro de 2023.

Em março de 2020, em uma ação para resolver o litígio com a MSG, Ballmer anunciou que adquiriria o The Forum por US$ 400 milhões em um acordo totalmente em dinheiro. A venda foi concluída em maio, com todos os funcionários existentes retidos sob a nova propriedade. A aquisição do The Forum foi considerada o último grande obstáculo bloqueando a construção da nova arena.
Uma cerimônia de inauguração foi realizada em 17 de setembro de 2021. Ballmer descreveu uma meta para a nova arena ser um "palazzo de basquete". Um acordo de naming rights de 23 anos por pelo menos US$ 500 milhões foi anunciado com a empresa de software financeiro Intuit, sediada em Mountain View, Califórnia, nomeando a arena Intuit Dome. Em 5 de abril de 2024, foi anunciado que Bruno Mars abriria o Intuit Dome com shows consecutivos em 15 e 16 de agosto de 2024. Os Clippers jogaram seu primeiro jogo de pré-temporada na arena em 14 de outubro, vencendo por 110–96 contra o Dallas Mavericks. Eles jogaram seu primeiro jogo da temporada regular na arena em 23 de outubro, contra o Phoenix Suns, perdendo por 116–113 na prorrogação na frente de 18.300 fãs. Os Clippers obteriam sua primeira vitória da temporada regular na arena em 4 de novembro de 2024, quando derrotaram o San Antonio Spurs por 113–104. O time de basquete masculino do UCLA Bruins ocasionalmente jogará na arena a partir de 28 de dezembro de 2024 contra o Gonzaga Bulldogs.

## Características

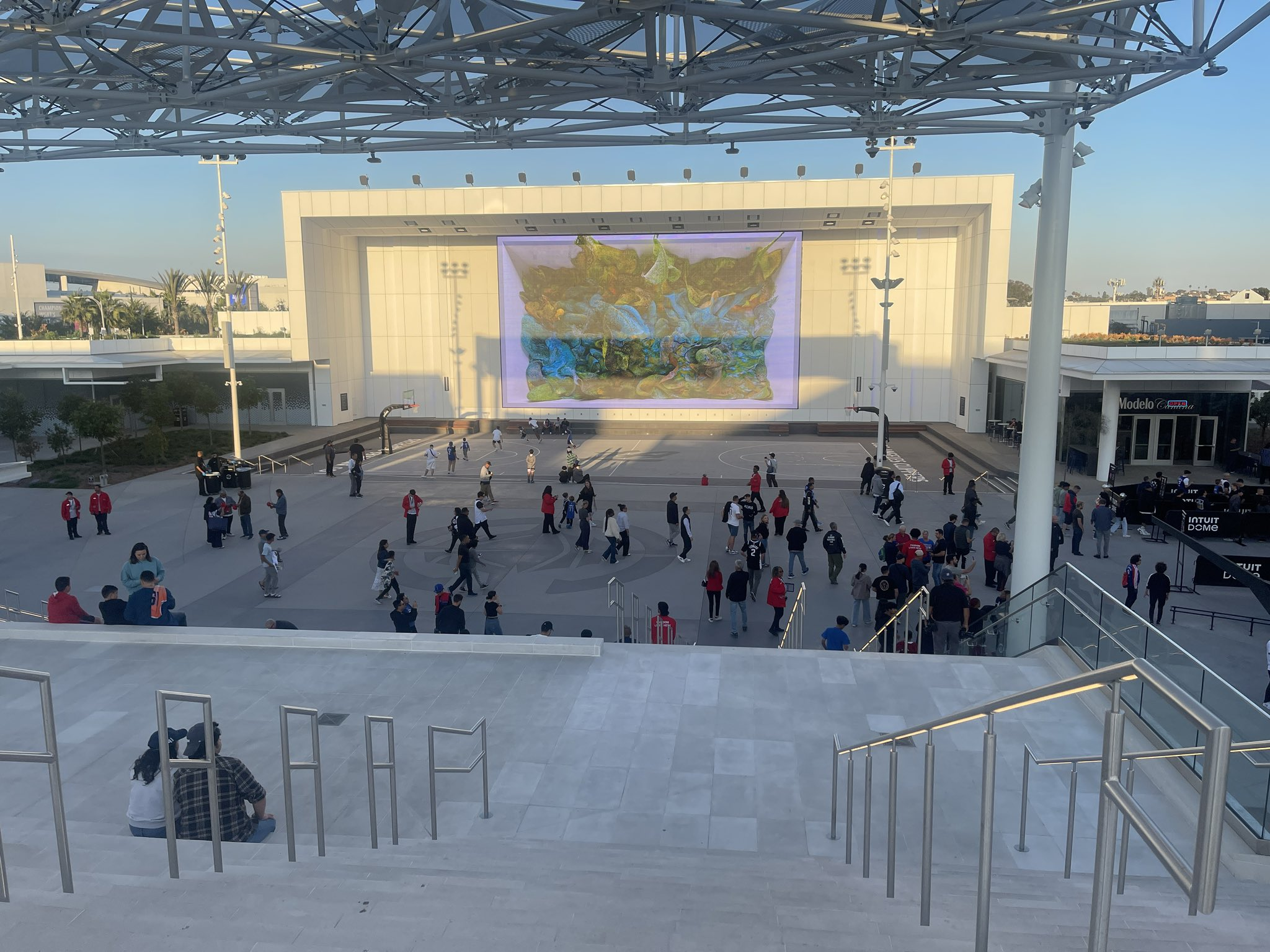
A quadra ao ar livre no Intuit Dome

Em 25 de julho de 2019, os Clippers divulgaram as representações da arena proposta. A arena de 18.000 lugares foi projetada pela AECOM. Inclui uma instalação de prática, clínica de medicina esportiva, escritórios da equipe, espaço de varejo e uma grande praça ao ar livre com quadras de basquete abertas ao público.
A instalação de prática tem 85.000 pés quadrados (7.900 m2), os escritórios da equipe 55.000 pés quadrados (5.100 m2) e a clínica de medicina esportiva 25.000 pés quadrados (2.300 m2). Outros 40.000 pés quadrados (3.700 m2) são reservados para o varejo e 260.000 pés quadrados (24.000 m2) para a praça ao ar livre.

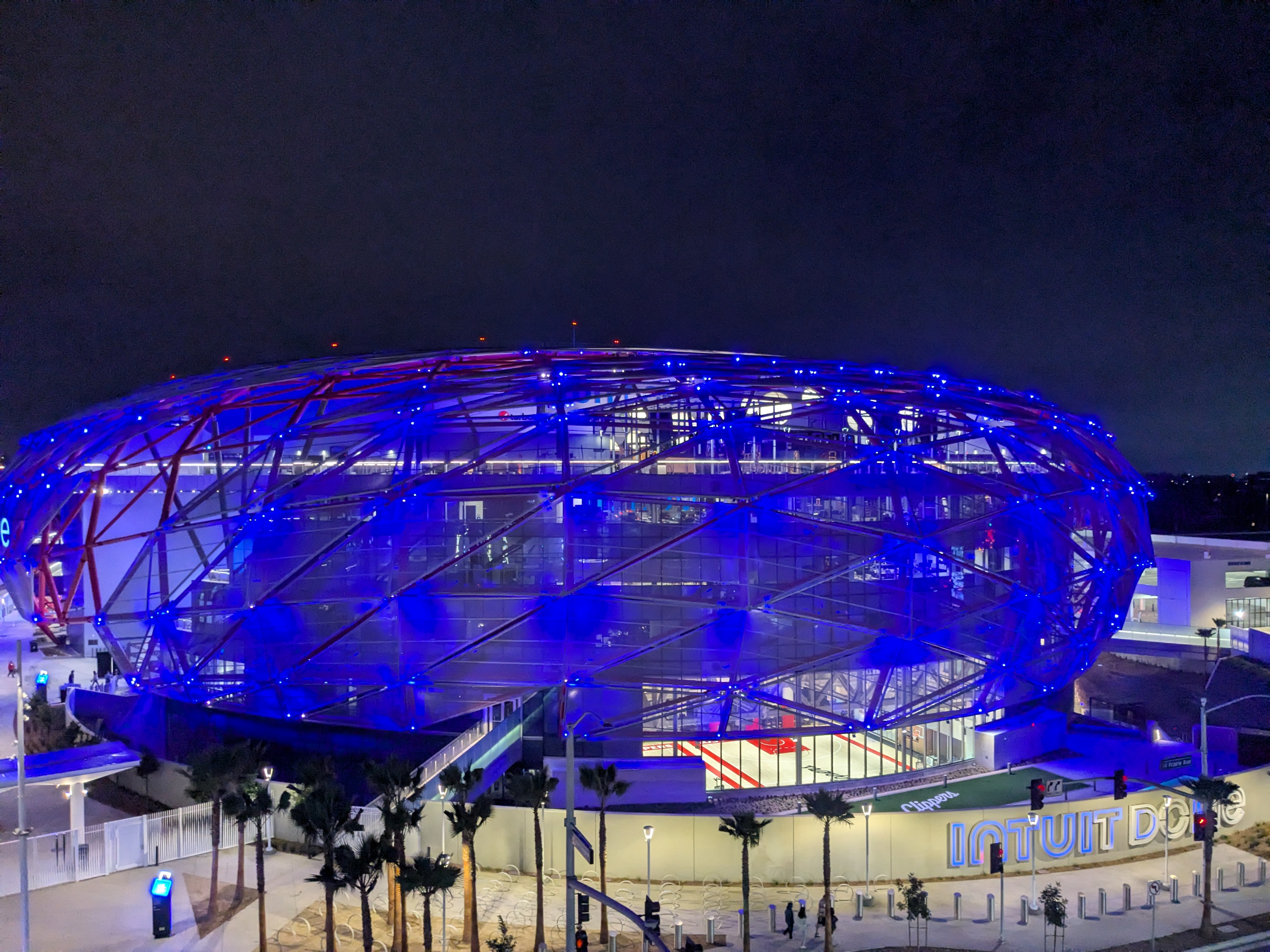
Vista do exterior oriental do Intuit Dome, com o escritório da equipe e as instalações de treinamento dos Clippers visíveis

Os Clippers também lançaram um projeto onde exibem camisas de basquete de escolas de ensino médio em todo o estado da Califórnia nas vigas da arena.
A arena apresenta uma seção de assentos conhecida como "The Wall", 51 fileiras consecutivas sem suítes posicionadas na linha de base adjacente ao banco de visitantes reservado exclusivamente para os fãs dos Clippers. A seção é semelhante ao "Yellow Wall" no Westfalenstadion do Borussia Dortmund em Dortmund, Alemanha.
A arena também tem mais de 1.100 banheiros e mictórios, três vezes a média da liga para permitir que os fãs retornem aos seus assentos mais rápido em vez de esperar em longas filas.

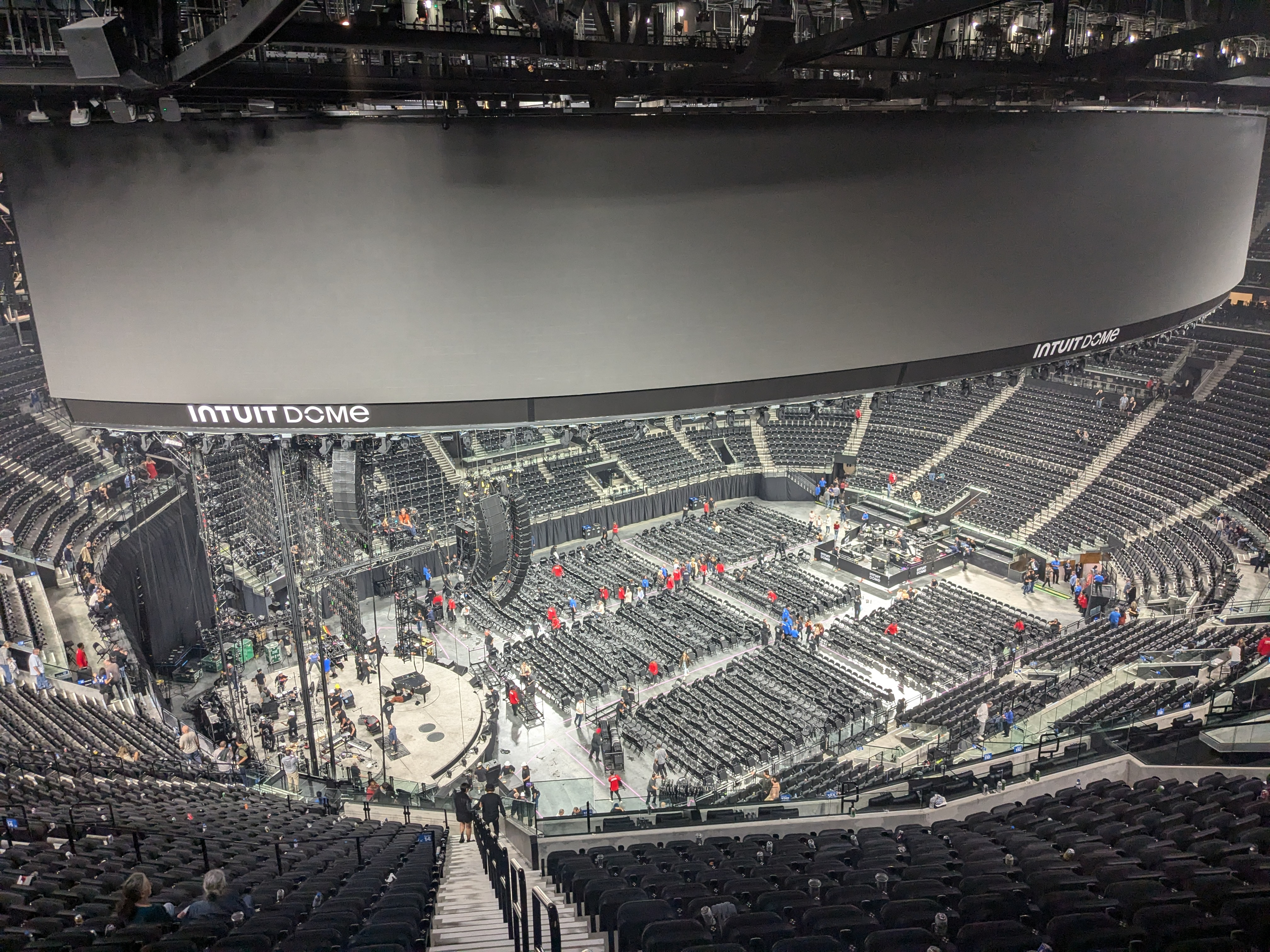
Painel de vídeo do Intuit Dome, ao lado de uma tomada ampla da arena em layout de concerto

A arena apresenta um painel de halo de dupla face semelhante ao do vizinho SoFi Stadium. O painel de vídeo projetado pela Daktronics cobre 38.375 pés quadrados (3.565,2 m2) com uma tela de resolução 4K. Durante um evento de inauguração em 19 de julho de 2024, Steve Ballmer demonstrou alguns dos recursos exibidos na tela, incluindo "jogador 360", que mostra perfis detalhados dos jogadores e uma seção chamada "canto dos treinadores" que exibe estatísticas avançadas sobre o jogo. Os Painéis de Halo também são instalados com canhões de camiseta capazes de lançar mercadorias nos níveis superiores da arena.

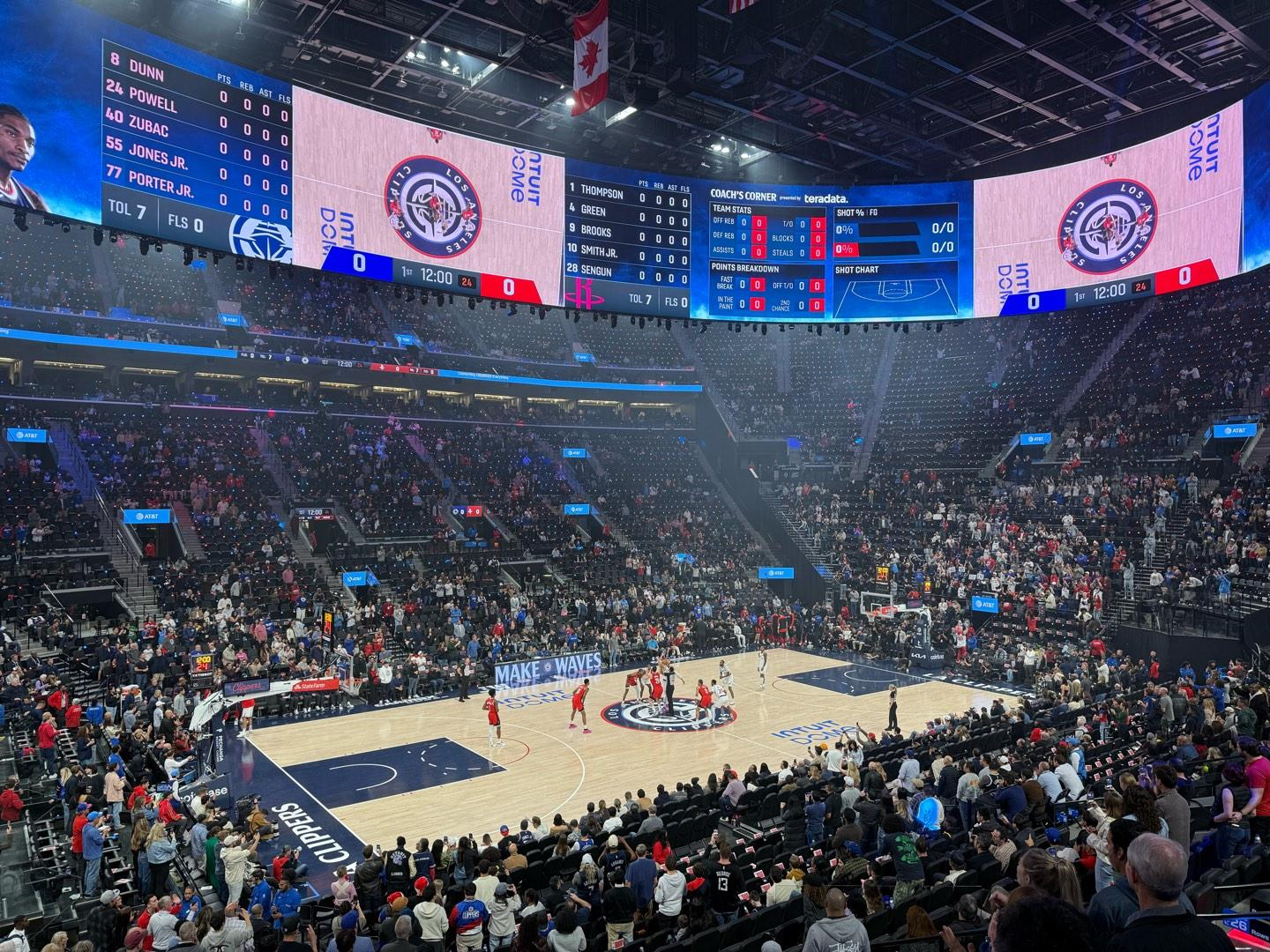
Intuit Dome durante um jogo entre o Los Angeles Clippers e o Houston Rockets

A arena também tem várias obras de arte públicas:
- "Sails" de Glenn Kaino, uma série de navios clipper feitos de aço pintado e madeira com velas e mastros feitos de tabelas e arcos, que fica na entrada principal.
- A obra de arte digital "Swoosh" de Jennifer Steinkamp, uma série de animações de luz que é exibida na superfície da arena.
- A obra de arte digital "Living Arena" de Refik Anadol, apresentando dados ao vivo sobre informações de voo no LAX, o clima em Inglewood, rastreamento de jogadores de jogos anteriores do Clippers e os parques nacionais da Califórnia, que é exibida em uma tela de LED perto da quadra de basquete comunitária.
- A escultura "Same Boat" de Patrick Martinez, um letreiro de neon perto da "Living Arena" com a citação de Whitney Young "Podemos ter vindo em navios diferentes, mas estamos no mesmo barco agora." que homenageia as origens náuticas do nome Clippers, bem como a origem diversificada da base de fãs do Clippers.
- Mosaico de vitrais de Kyungmi Shin "Spring to Life", que retrata silhuetas de jogadores de basquete em Centinela Springs, a antiga fonte de água do povo Tongva, que é indígena da área de Los Angeles.
- Mural de Michael Massenburg "Cultural Playground", que retrata a natureza diversa das cenas artísticas e esportivas de Los Angeles.

Dois hotéis devem ser inaugurados perto da arena em junho de 2026; um Fairfield by Marriott de cinco andares adjacente à garagem leste do Intuit Dome e um Arya Hotel de quinze andares ao sul da arena na 102nd Street.

## Avaliações
Após o primeiro jogo de basquete da temporada regular entre os Clippers e os Suns no Intuit Dome, Kevin Durant disse: "Sim, foi uma loucura. Eu estava apenas olhando para ele o tempo todo. Você não está acostumado com isso", referindo-se ao The Wall. Durant também mencionou que ele só tinha experimentado algo semelhante uma vez na faculdade e que o barulho "soa um pouco diferente. Vai ser um ambiente de estrada difícil para qualquer um que venha aqui". Devin Booker acrescentou: "Você gasta US$ 2 bilhões, coloca um muro."

## Eventos

### All-Star Game da NBA de 2026
A arena sediará o All-Star Game da NBA de 2026 em 15 de fevereiro de 2026.

### Jogos Olímpicos de 2028
A arena servirá como uma das quadras de basquete durante as Olimpíadas de Verão de 2028.

### Wrestling profissional
O Intuit Dome sediou o episódio de estreia do WWE Raw na Netflix em 6 de janeiro de 2025, com o rapper americano Travis Scott também fazendo uma aparição. Recebeu o PLE Money in the Bank em 07 de junho de 2025.

### Artes marciais mistas
O UFC sediou seu primeiro evento na arena em 18 de janeiro de 2025 para o UFC 311: Makhachev vs. Moicano.

## Na mídia
Em 13 de outubro de 2024, a CBS 60 Minutes relatou do domo em um segmento chamado "Ballmer's Ballgame". O repórter Jon Wertheim recebeu um tour pelas instalações de Steve Ballmer durante a entrevista.